# Dorpskerk (Bloemendaal)

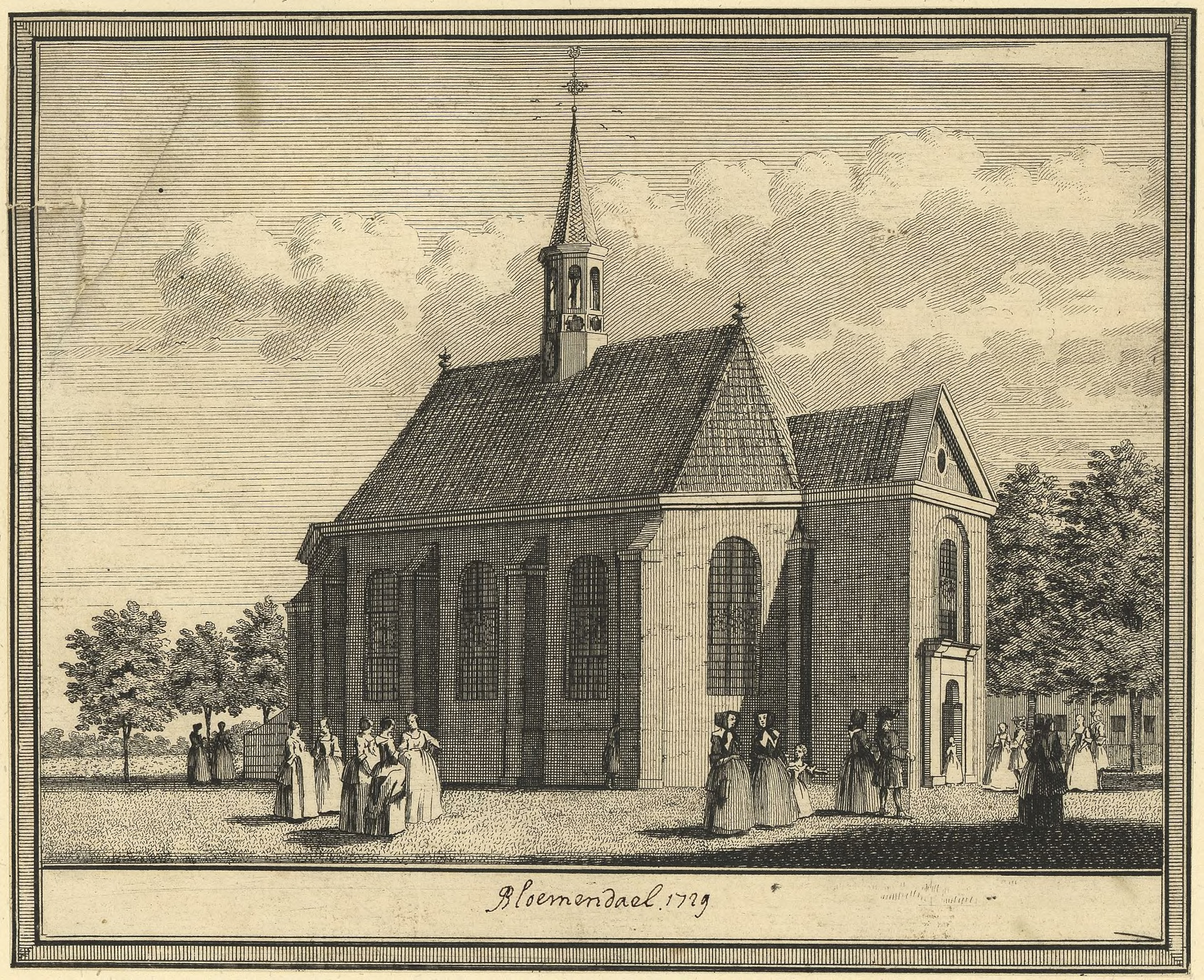
Kopergravure van Hendrik de Leth, 1732

De Dorpskerk is een 17e-eeuws kerkgebouw in Bloemendaal (Noord-Holland). De oorspronkelijk hervormde kerk is in gebruik bij de Protestantse Gemeente te Bloemendaal en Overveen.
De kerk, waarvan een restauratie in het voorjaar van 2015 gereedkwam, is een rijksmonument. 

## Kerkgebouw
Tot de bouw van de rechthoekige zaalkerk werd besloten in 1632 door de welgestelde bewoners van de buitenplaatsen in Bloemendaal en omgeving. Op 25 maart 1636 werd de eerste kerkdienst gehouden. 
Joan Wolfert de 16e Heer van Brederode, de Staten van Holland en de stadsbesturen van Alkmaar, Beverwijk, Dordrecht, Haarlem, Hoorn en Leiden financierden de gebrandschilderde ramen, die gemaakt zijn door de Haarlemse kunstenaar Pieter Holsteyn (1585-1662).
In de kerk is nog veel 17e-eeuws kerkmeubilair aanwezig, zoals de kansel met doophek, de herenbanken en een aantal grafstenen. In de kleine kerktoren, die een naaldspits heeft, hangt een luidklok met een diameter van 73 cm., vervaardigd in 1637 door de Amsterdamse klokkengieter Assuerus Koster (1604-1661). Het mechanische Franse torenuurwerk dateert uit 1893. Aan een steunbeer van de kerk is een houten zonnewijzer bevestigd. In 1916 is het kerkgebouw aan de zuidzijde uitgebreid met een consistoriekamer.
In 2014/2015 is een grondige renovatie uitgevoerd. Het bankenplan is aangepast, de binnenmuren zijn volledig opnieuw gestuct, de verlichting werd gemoderniseerd en de verwarming vernieuwd. Tevens is in het gebouw een studio voor Radio Bloemendaal gerealiseerd.

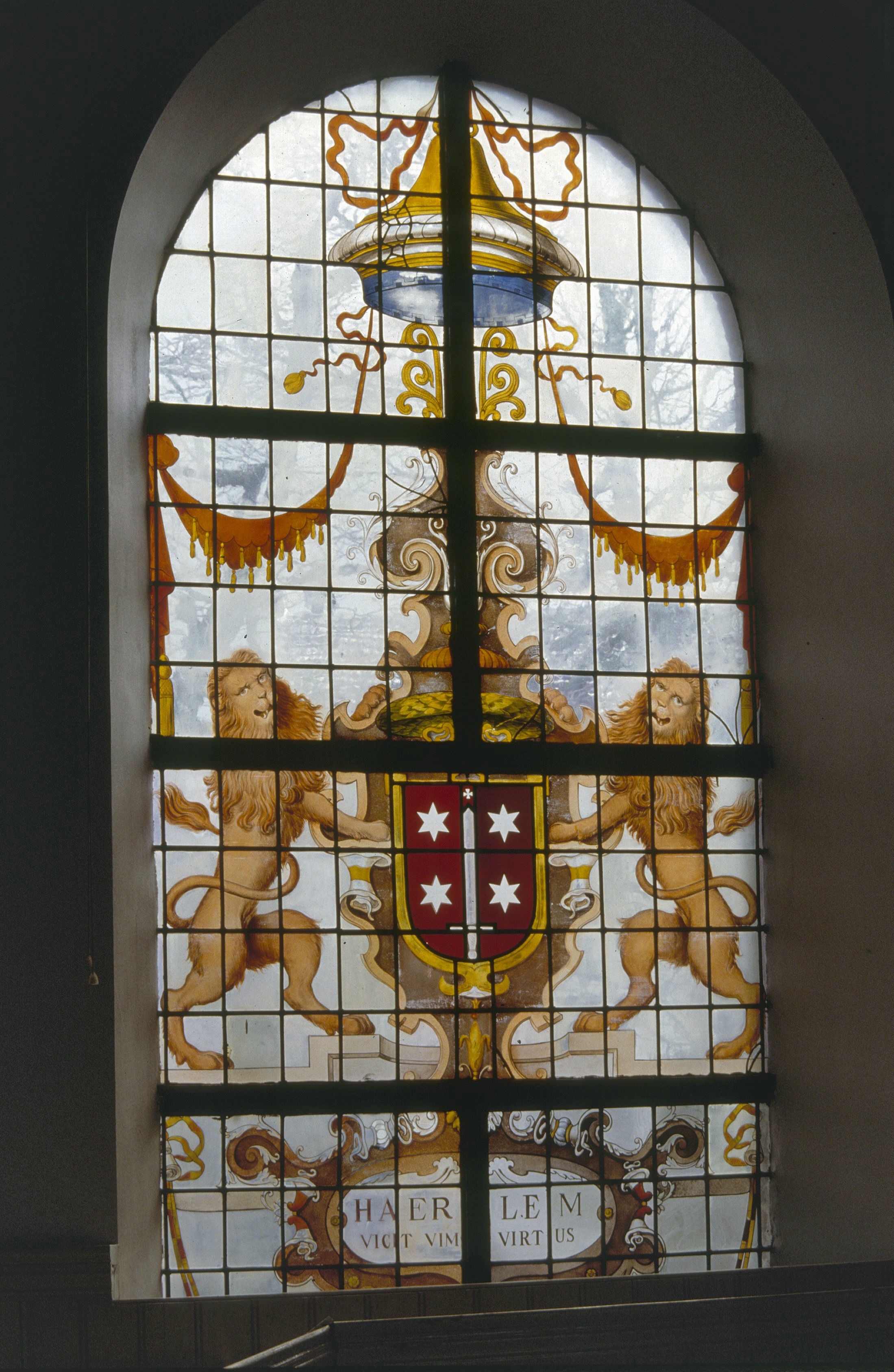
Gebrandschilderd raam van Pieter Holsteyn, geschonken door Haarlem
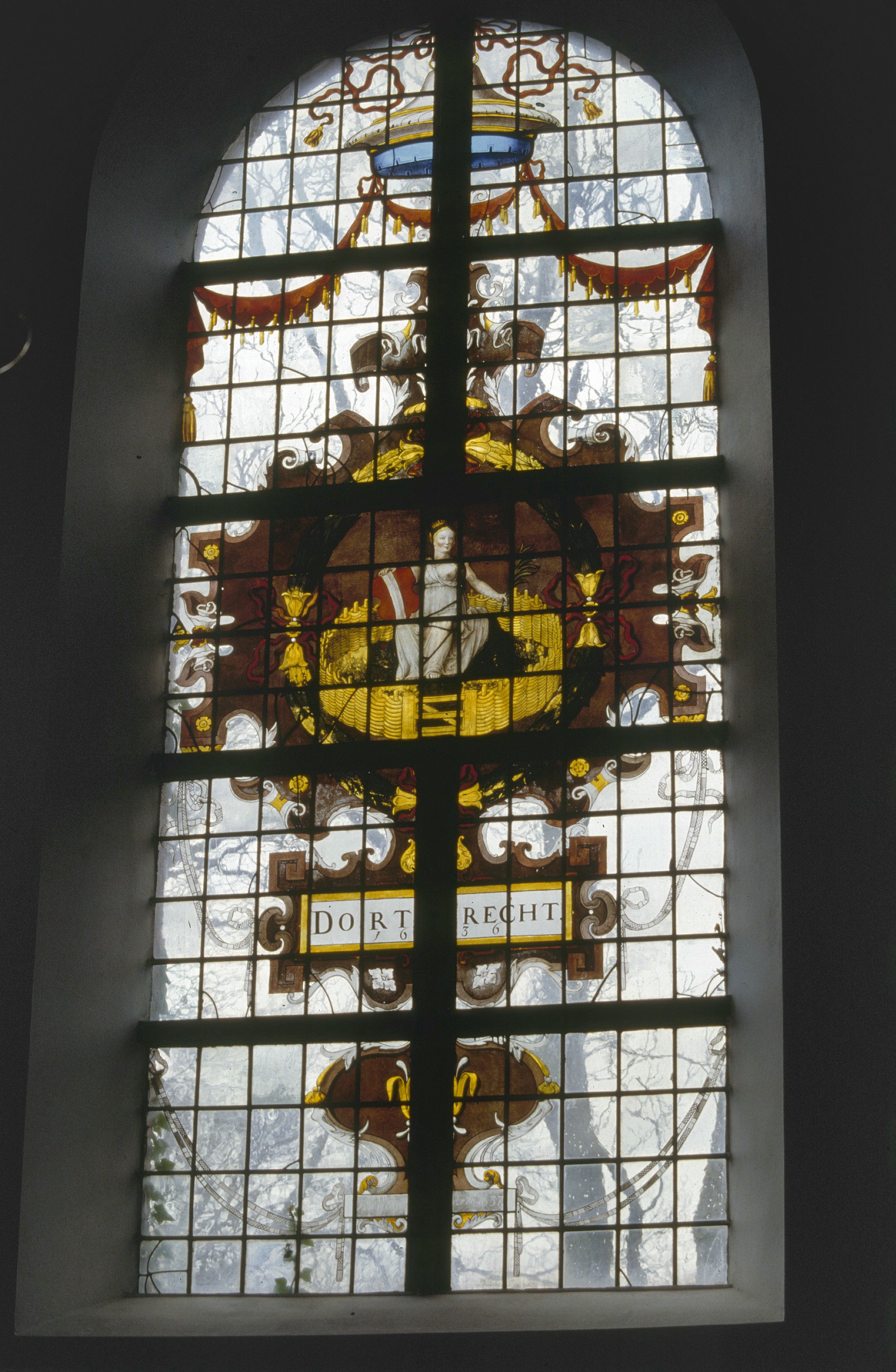
Gebrandschilderd raam van Pieter Holsteyn, geschonken door Dordrecht
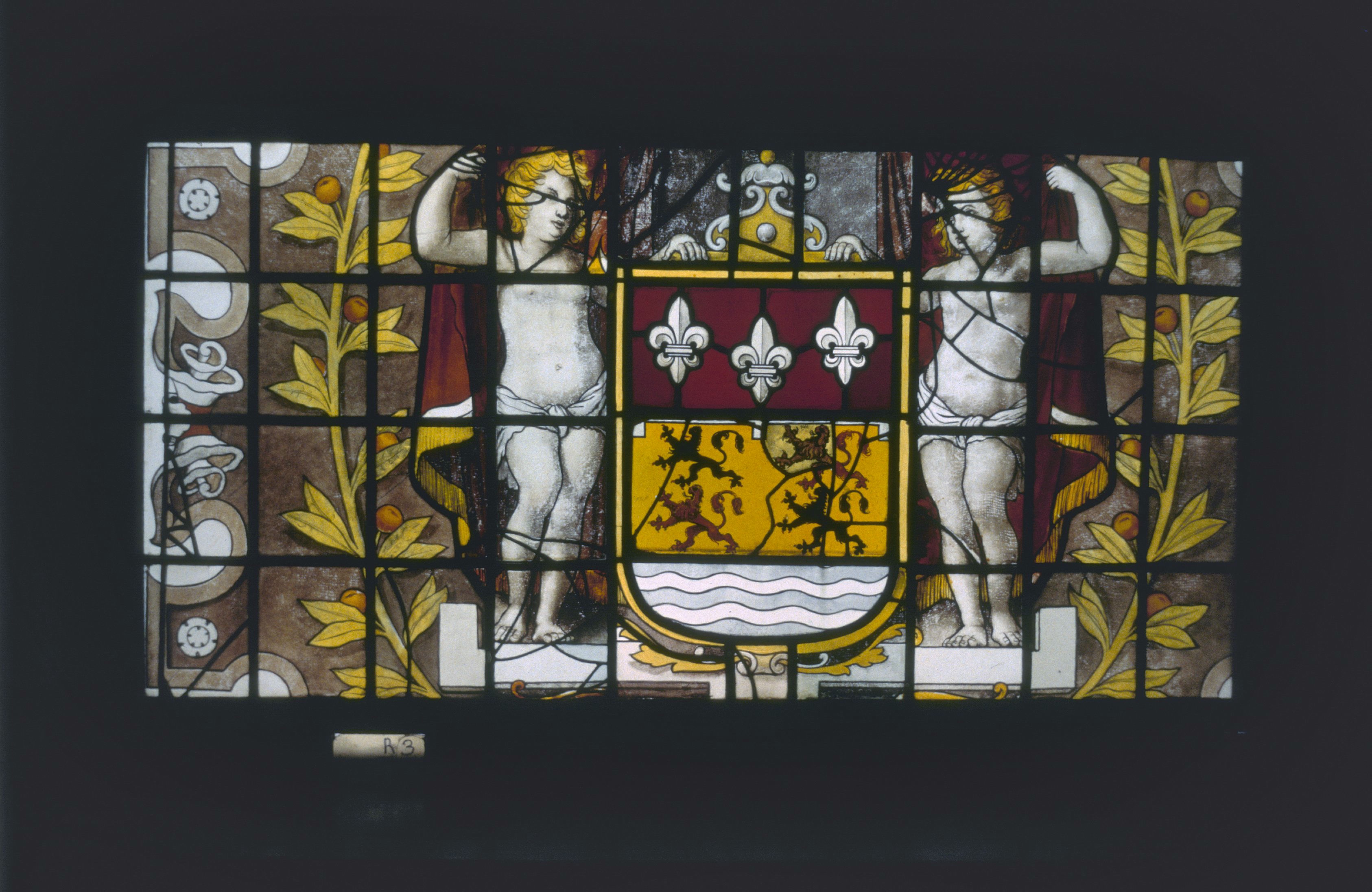
Detail van gebrandschilderd raam Beverwyck

## Orgels
De kerk heeft drie orgels gehad voordat in 1993 een passend 18e-eeuws instrument werd geplaatst.
1. Een omgebouwd huisorgel werd in 1816 geleverd door de in Gouda werkzame Duitse orgelbouwer Johann Caspar Friedrichs (1762-1825).
2. Het werd in 1881 vervangen door een tweeklaviers orgel van Richard Paul Ibach (1813-1889). Dit was geschonken door de bewoners van de Bloemendaalse buitenplaats Hartenlust, Jan Borski en Olga Emilie Sillem, die hun zilveren huwelijksverjaardag vierden. In 1928 kreeg het een driestemmig vrij pedaal van de orgelbouwer Gerrit van Leeuwen uit Leiderdorp. In 1958 werd het verkocht aan de gereformeerde kerk in Lunteren, waar het nog steeds functioneert, met een andere orgelkas.
3. In 1959 bouwde Gerrit van Leeuwens zoon Willem een nieuw tweeklaviers orgel dat in 1990 naar de Ontmoetingskerk in Zevenhuizen (ZH) verhuisde.
4. Het huidige kerkorgel, het vierde in successie, is omstreeks 1760 gemaakt door de Leidse orgelbouwer Pieter Assendelft (1714-1766) of misschien zijn zoon Johannes. Van de geschiedenis van dit orgel is niet alles bekend. Vast staat dat het van 1908 tot 1951 in de gereformeerde kerk aan de Heerestraat in Baflo heeft gestaan. Het werd in 1985 door Klaas Bolt in een opslag ontdekt en op zijn advies aangekocht. In 1993 werd het in gebruik genomen na een grondige restauratie door de orgelfirma Reil te Heerde, waarvoor ook het oksaal moest worden vernieuwd en aangepast. Het orgel heeft twee manualen met 16 registers en een vrij pedaal met drie registers.

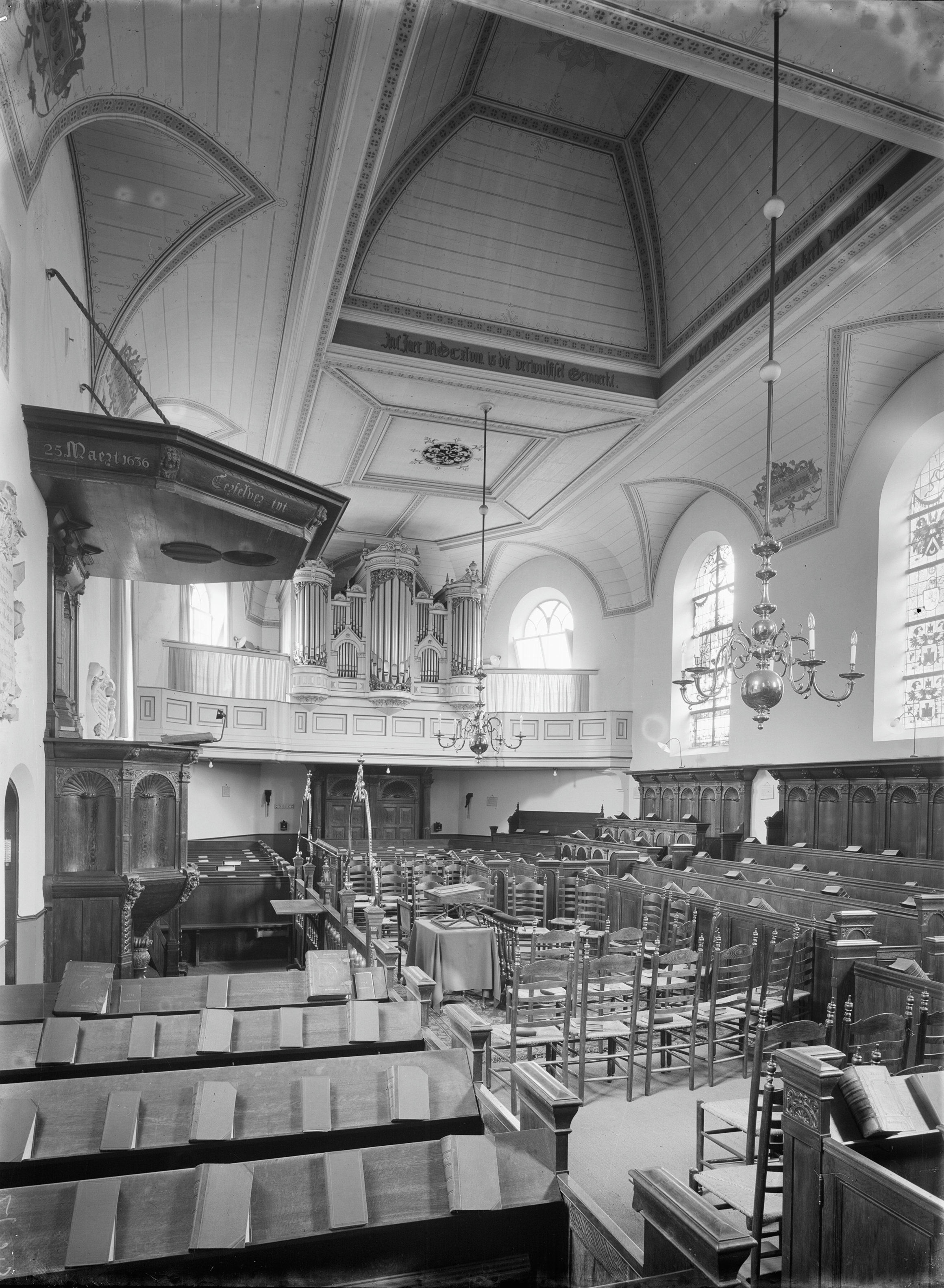
Interieur met de preekstoel en het Ibach-orgel in 1927
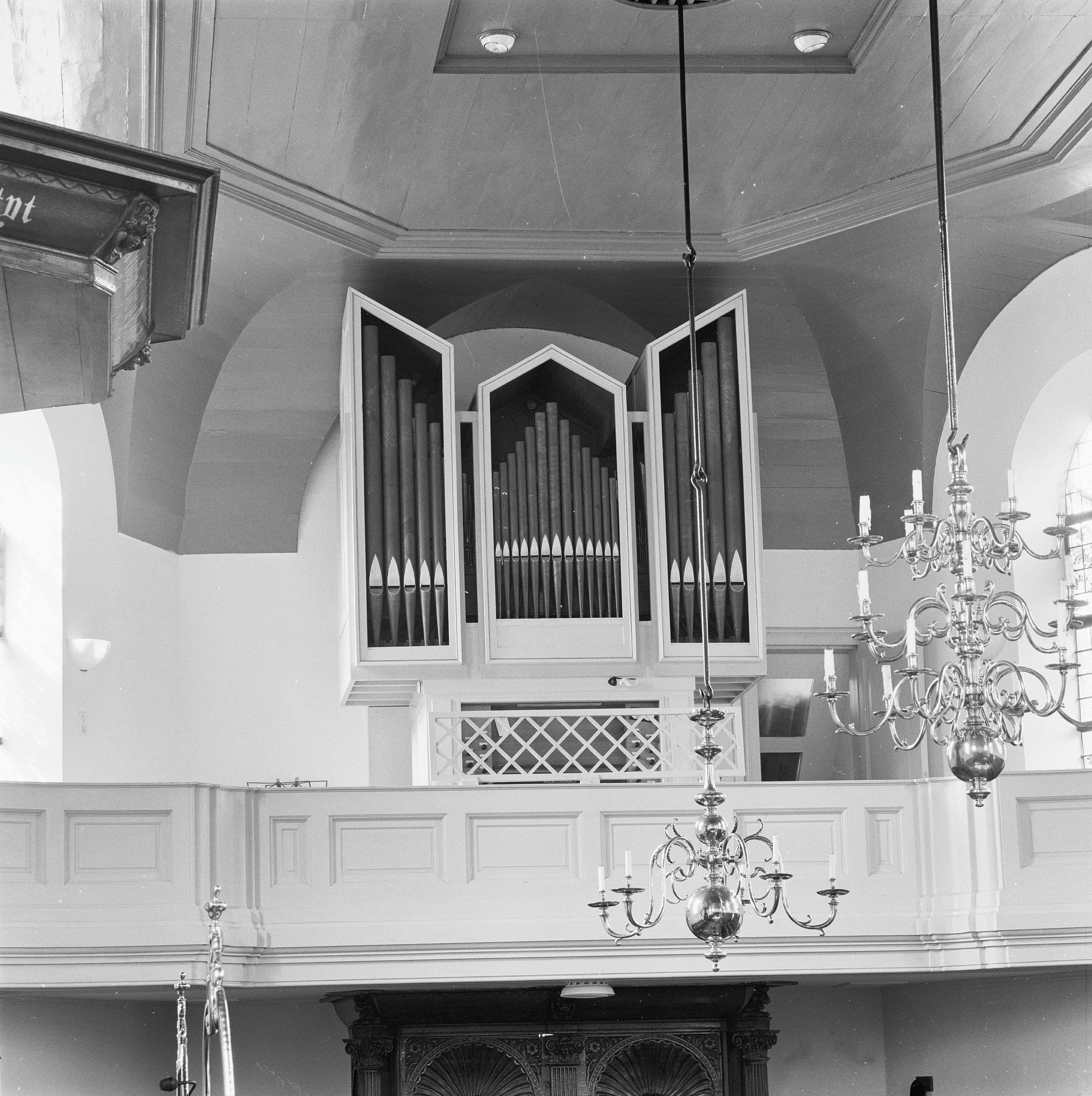
Het Van Leeuwen-orgel stond van 1959 tot 1990 in de kerk (foto 1989)
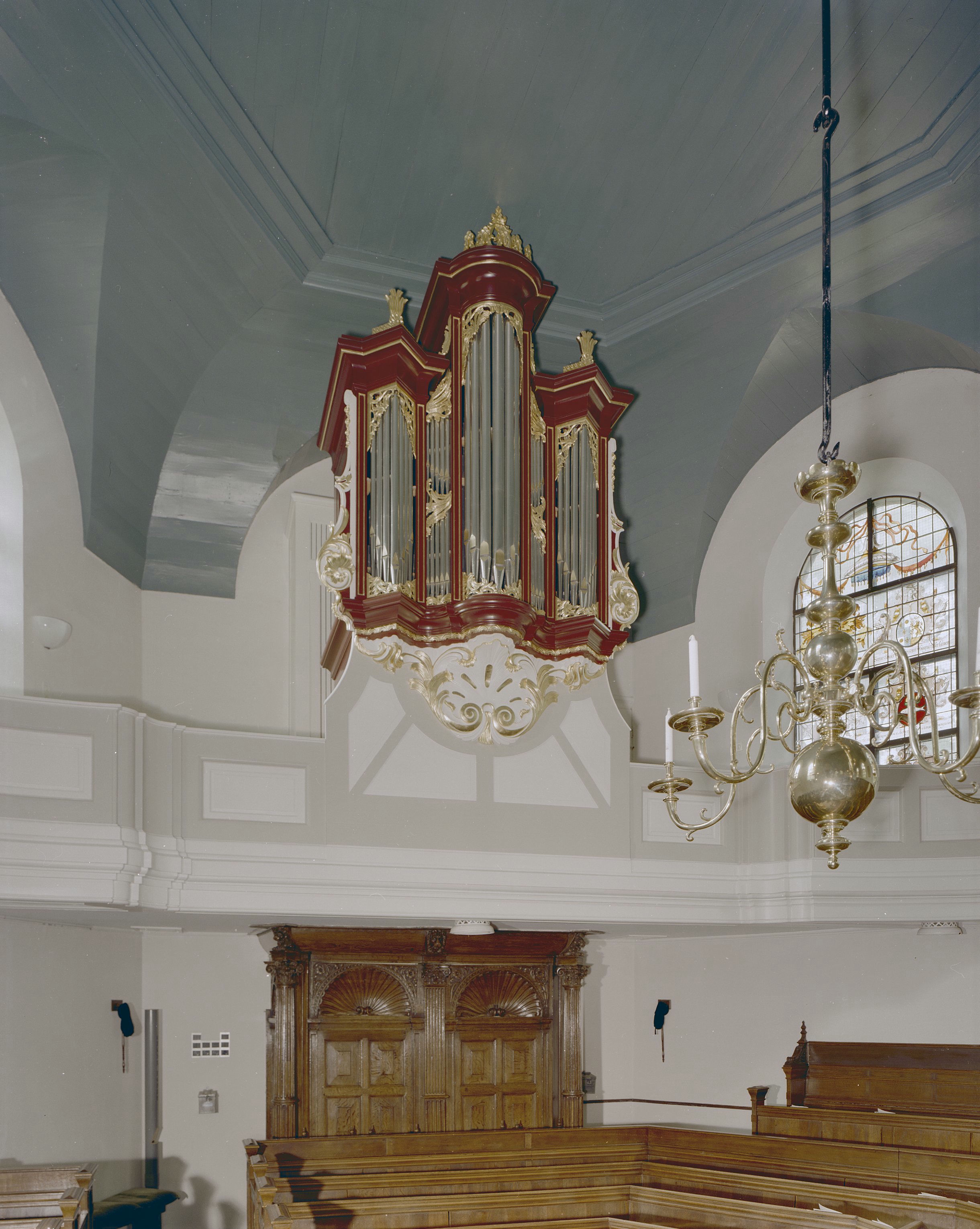
Het in 1993 geplaatste Assendelft-orgel uit ± 1760